# Arcinges
Arcinges là một xã trong tỉnh Loire miền trung nước Pháp.